# Telcearka, Kărdjali
Telcearka (în bulgară Телчарка) este un sat în comuna Djebel, regiunea Kărdjali,  Bulgaria. 

## Demografie
Componența etnică a satului Telcearka
     Turci (96,42%)
     Bulgari (3,57%)
     Nicio identificare (0%)
     Altele (0%)
La recensământul din 2011, populația satului Telcearka era de 84 locuitori. Din punct de vedere etnic, majoritatea locuitorilor (96,42%) erau turci, cu o minoritate de bulgari (3,57%). Pentru 0% din locuitori nu este cunoscută apartenența etnică.